# Fort bij Veldhuis

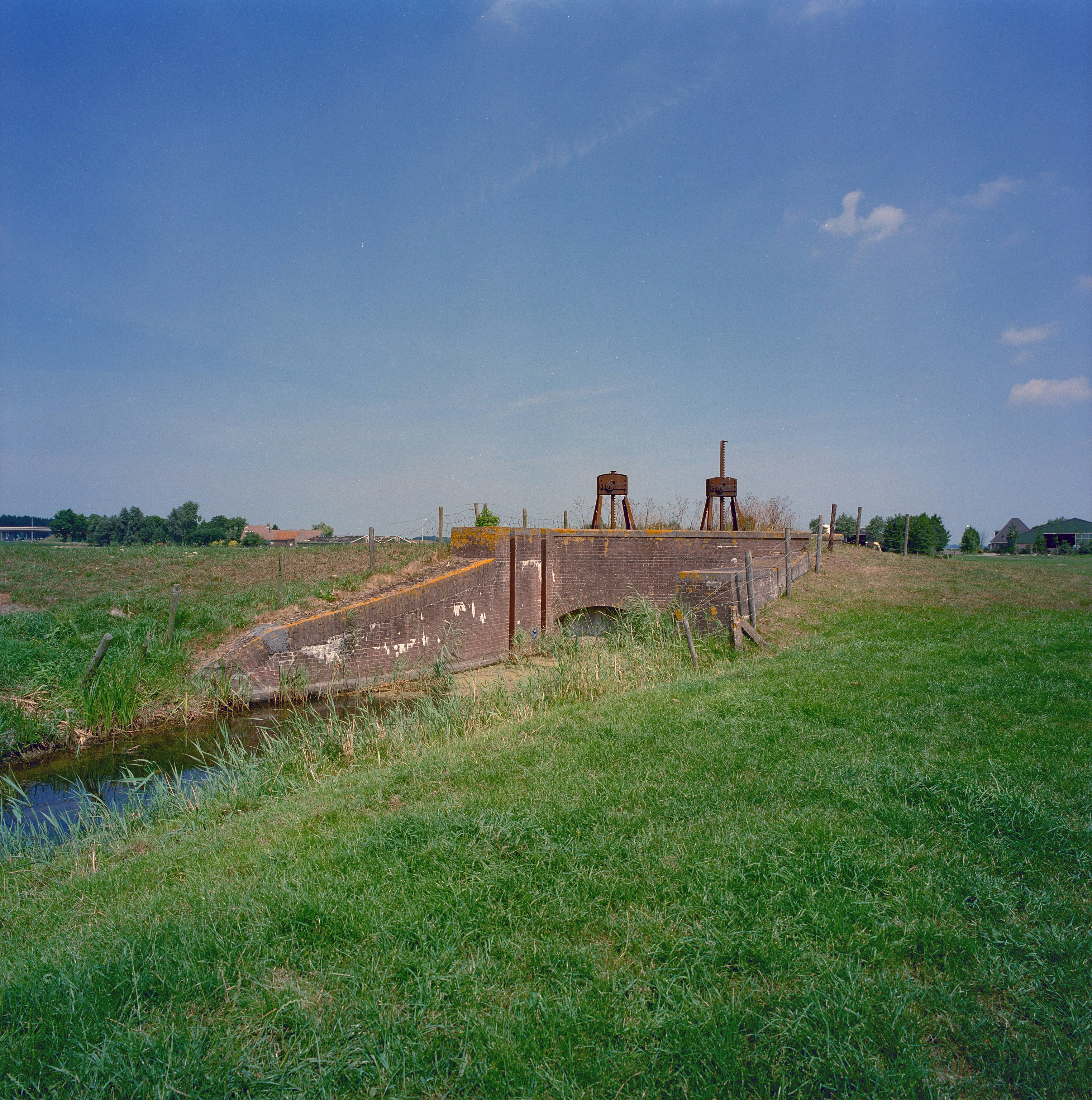
Inundatieduiker bij Fort bij Veldhuis

Het Fort bij Veldhuis is een fort van de Stelling van Amsterdam. Het is gelegen bij de grens van Assendelft en Heemskerk gebouwd in 1893.
Het fort is een model A type en vernoemd naar de vlakbij gelegen boerderij Veldhuis. In het fort konden 310 militairen geplaatst worden in tijden van oorlog. Aan de westkant ligt een inundatieduiker en ten zuiden een nevenbatterij. Verder was er nog een liniewal, waarachter troepen en materieel veilig konden worden verplaatst. De wal had geen waterkerende functie.
Het fort is in de Tweede Wereldoorlog nog gebruikt door het Duitse leger als onderdeel van hun grote verdedigingswerk langs de westkust van Nederland, België en Duitsland. Zij hebben een zoeklichtremise met hellingbaan in de frontwal gebouwd. Na de oorlog, tussen 1947 en 1951, is het fort gebruikt als interneringskamp voor Nederlandse collaborateurs. Er zijn nog sporen hiervan terug te vinden zoals tralies voor ramen en deuren.
Dit fort is eigendom van Staatsbosbeheer en wordt verpacht aan Landschap Noord-Holland. In het fort zit sinds 1989 het Luchtoorlogmuseum Fort Veldhuis.